# یواس‌اس ورمیلیون (ای‌کی‌ای-۱۰۷)
یواس‌اس ورمیلیون (ای‌کی‌ای-۱۰۷) (به انگلیسی: USS Vermilion (AKA-107)) یک کشتی بود که طول آن ۴۸۹ فوت ۲ اینچ (۱۴۹٫۱۰ متر) بود. این کشتی در سال ۱۹۴۴ ساخته شد.